# Mohamed al-Zinkawi
Mohamed Gharib al-Zinkawi (né le 7 octobre 1953) est un athlète koweïtien, spécialiste du lancer de poids.
C'est le père d'Ali Mohamed al-Zinkawi. Il a été champion d'Asie à trois reprises.